# Hexacontaèdre trapézoïdal
En géométrie, l'hexacontaèdre trapézoïdal,  qualifié aussi de deltoïdal ou strombique, est un polyèdre dont les 60 faces sont des cerfs-volants convexes.  
Solide de Catalan, il est le dual du petit rhombicosidodécaèdre. Comme cinq autres solides de Catalan, il n'y a pas de cycle hamiltonien passant par tous ses sommets.
Il est topologiquement équivalent à l'intersection de 6 cylindres de mêmes diamètres, chacun des axes passant par deux sommets opposés d'un icosaèdre régulier.
Le préfixe hexaconta-, soixante en grec ancien, fait référence au nombre de faces.
Tout comme l'icositétraèdre trapézoïdal et le trapèzoèdre, ses faces sont des cerfs-volants et non des trapèzes.
Eugène Catalan le nommait hexécontaèdre à faces quadrangulaires.